# Shigematsu Sakaibara
 (mai 2014).
Si vous disposez d'ouvrages ou d'articles de référence ou si vous connaissez des sites web de qualité traitant du thème abordé ici, merci de compléter l'article en donnant les références utiles à sa vérifiabilité et en les liant à la section « Notes et références ».

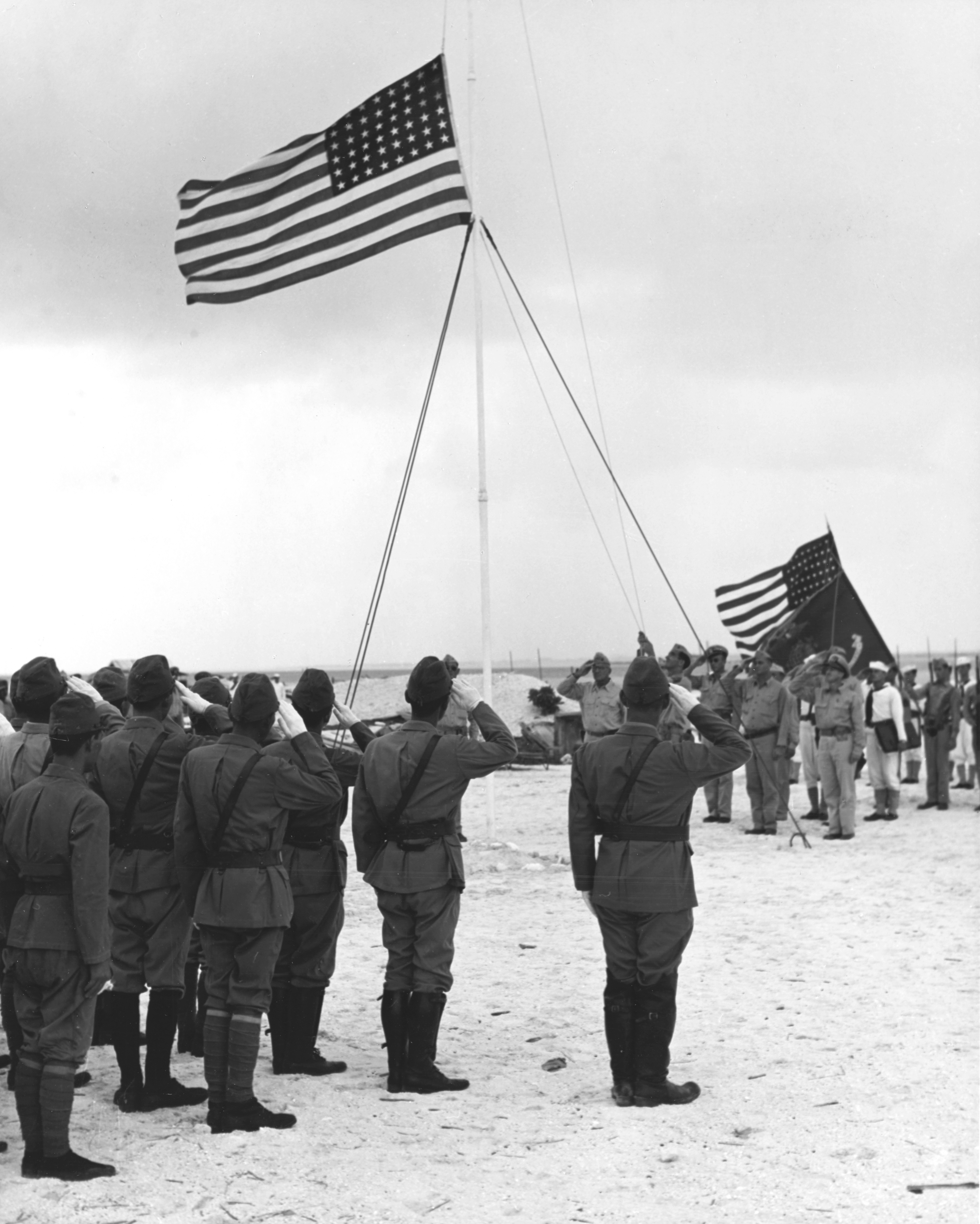
La reddition des troupes japonaises de Wake, le 4 septembre 1945. Shigematsu Sakaibara est l'officier le plus à droite du premier plan.

L'amiral Shigematsu Sakaibara (酒井原 繁松, Sakaibara Shigematsu, 28 décembre 1898 - 18 juin 1947) fut le commandant des opérations japonaises sur Wake, au cours de la Seconde Guerre mondiale.

## Biographie
Anticipant une attaque américaine, Sakaibara ordonna le 7 octobre 1943 l’exécution de 98 civils américains capturés deux ans plus tôt.
Il fut promu amiral l'année suivante, le 15 octobre 1944. 
Après la guerre, il fut traduit en justice pour crime de guerre, puis pendu sur l'île de Guam. Il maintint jusqu'à sa mort le 18 juin 1947 : 

« Mon procès est injuste, son déroulement est injuste, la peine est trop sévère, mais j'obéis avec plaisir. »